# سيات الهمبرا
سيات الهمبرا (بالإنجليزية: SEAT Alhambra)‏ هي سيارة من تصنيع شركة سيات.

## معرض صور

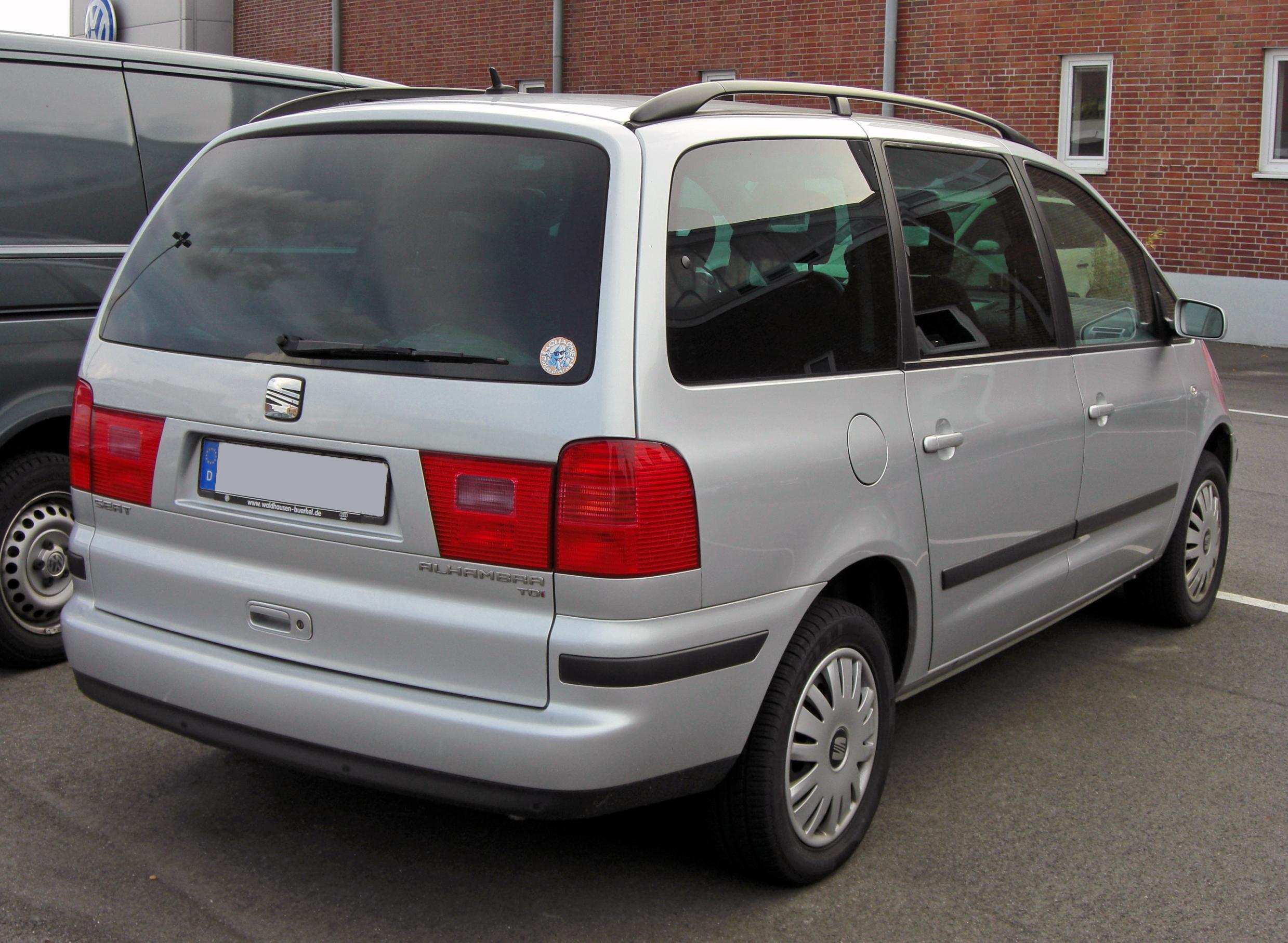
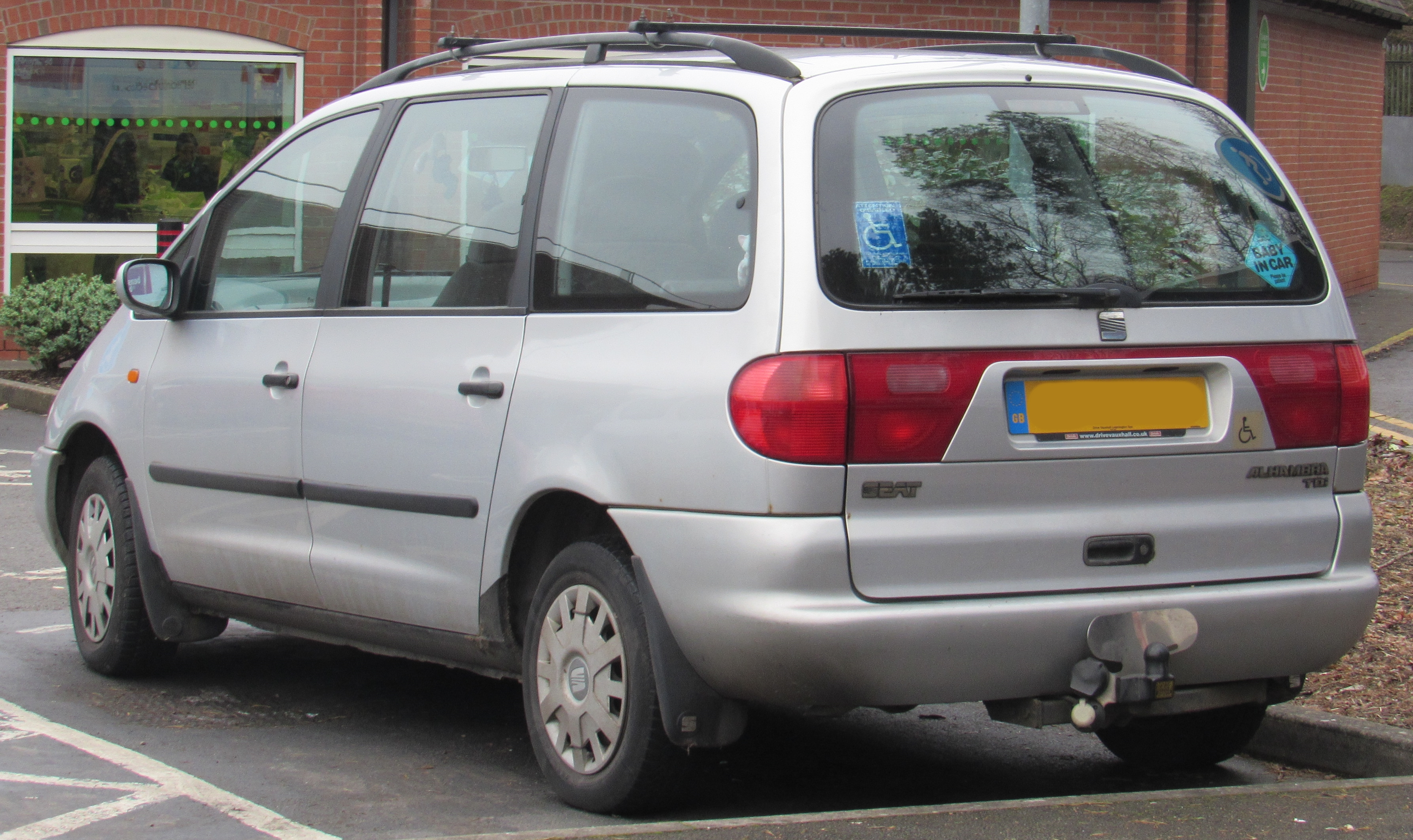
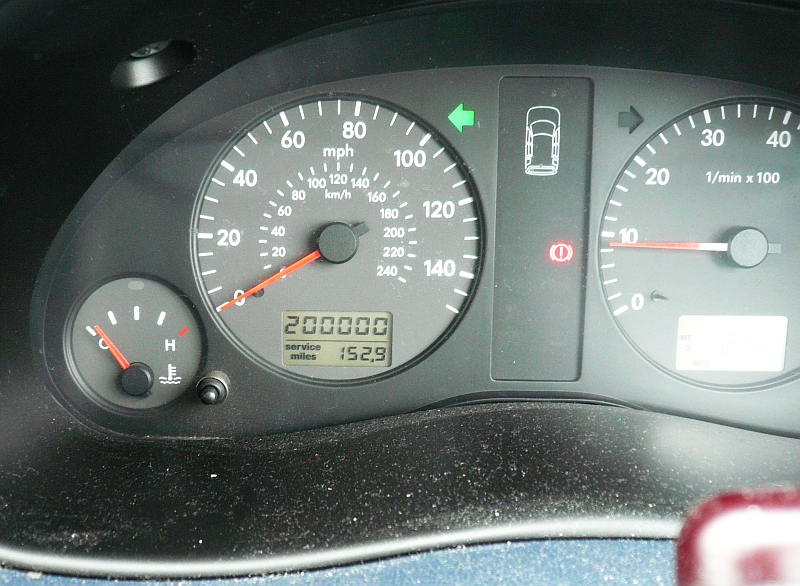
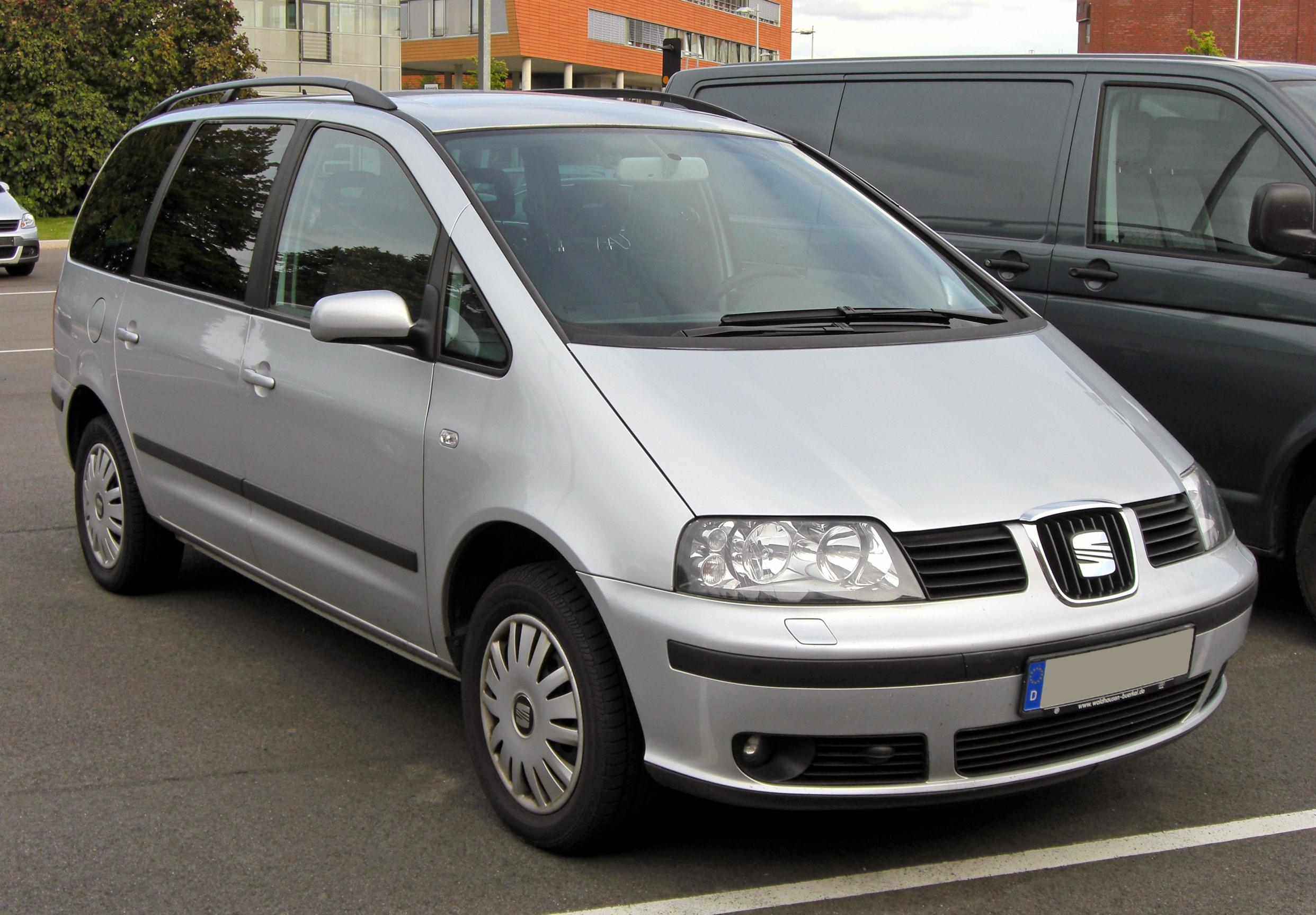

## مرجع
1. ↑  
"Ultimatecarpage.com -". مؤرشف من الأصل في 2019-05-16. اطلع عليه بتاريخ 2014-03-26.